# Rated R (álbum de Queens of the Stone Age)
Rated R es el segundo álbum de estudio de Queens of the Stone Age. Grabado a finales de 1999 y comienzos de 2000 en los míticos Sound City Studios de Van Nuys, California, estudios que ya les eran familiares tras grabar varios discos en su etapa con Kyuss. Fue lanzado el 6 de junio de 2000 por Interscope, primer disco de la banda con la multinacional. Se une a la banda y a la grabación del disco el bajista Nick Oliveri, que asume también el papel de compositor junto a Josh Homme.
Con Rated R, la banda logra su primer éxito a nivel mundial. Logra, de nuevo, el disco de platino en el Reino Unido y su primer single, "The Lost Art of Keeping a Secret", se convierte en todo un éxito. La crítica especializada vuelve a rendirse al nuevo trabajo de Homme y la prestigiosa revista Metal Hammer lo considera disco del año. Sin embargo, junto con el éxito llega la polémica.
Para empezar el título, Rated R, es la denominación que en Estados Unidos indica que las letras de un disco son inoportunas para menores de edad. Además, la canción que abre el álbum y segundo sencillo, "Feel Good Hit of the Summer", basa sus letras en tan sólo siete palabras que se repiten durante toda la pista: "nicotine, valium, vicadin, marijuana, ecstasy, and alcohol (cocaine)" (nicotina, valium, vicodina, marihuana, éxtasis y alcohol -cocaína-). Para más inri, la versión en vinilo de Rated R, salió con el nombre de Rated X, que incluye imágenes pornográficas en el interior y otras que le fueron denegadas a Homme por la discográfica.
Las colaboraciones en este nuevo trabajo no iban a ser menos, y la banda cuenta con las aportaciones de varios artistas como Rob Halford, exvocalista de Judas Priest, Gene Trautman, batería de Desert Sessions, Dave Catching, el propio Chriss Goss tocando todos los instrumentos posibles y Mark Lanegan, cantante de Screaming Trees, el cual aquí comenzaría una estrecha colaboración con la banda tanto en estudio como en giras que duraría hasta 2014. 
En el 2013 el álbum fue incluido en la lista de los 500 mejores álbumes de todos los tiempos, de la revista NME, ocupando el puesto 406.

## Listado de canciones
Todas las canciones fueron escritas por Josh Homme y Nick Oliveri, excepto donde sea indicado.
| N.º   | Título                                                                        | Escritor(es)             | Duración |  |
| 1.    | «Feel Good Hit of the Summer»                                                 |                          | 2:43     |  |
| 2.    | «The Lost Art of Keeping a Secret»                                            |                          | 3:36     |  |
| 3.    | «Leg of Lamb»                                                                 |                          | 2:48     |  |
| 4.    | «Auto Pilot»                                                                  |                          | 4:01     |  |
| 5.    | «Better Living Through Chemistry»                                             |                          | 5:49     |  |
| 6.    | «Monsters in the Parasol»                                                     | Josh Homme, Mario Lalli  | 3:27     |  |
| 7.    | «Quick and to the Pointless»                                                  |                          | 1:42     |  |
| 8.    | «In the Fade» (Incluye una versión reducida de «Feel Good Hit of the Summer») | Josh Homme, Mark Lanegan | 4:25     |  |
| 9.    | «Tension Head»                                                                |                          | 2:52     |  |
| 10.   | «Lightning Song»                                                              | Dave Catching            | 2:07     |  |
| 11.   | «I Think I Lost My Headache»                                                  |                          | 8:40     |  |
| 42:10 |                                                                               |                          |          |  |

## Créditos
- Josh Homme - vocalista, guitarra, percusión, batería, piano, coros, productor.
- Dave Catching - guitarra, pianoforte.
- Nick Oliveri - bajo , guitarra (en Auto Pilot), vocalista, coros.
- Gene Trautmann - batería
- Nick Lucero - batería

### Apariciones especiales
- Chris Goss - pianoforte, bajo (en Auto pilot), percusión, coros.
- Mark Lanegan - vocalista, coros.
- Rob Halford - coros
- Wendy Ray Moan - coros
- Nick Eldorado - coros
- Mike Johnson - coros
- Pete Stahl - coros
- Barrett Martin - vibráfono, percusión.
- Scott Mayo - saxofón
- Fernando Pullum - aerófono
- Reggie Young - aerófono